# Sebastian Prödl
Sebastian Prödl (født d. 21. juni 1987) er en østrigsk tidligere professionel fodboldspiller. Han var del af Østrigs landsholds trupper til EM 2008 og EM 2016.

## Klubkarriere

### Sturm Graz
Prödl begyndte sin karriere hos lokalklubben Sturm Graz, hvor han gjorde sin professionelle debut i december 2006. Han blev herefter etableret som en fast mand på holdet.

### Werder Bremen
Prödl skiftede i juni 2008 til tyske Werder Bremen. Han var i sin debutsæson del af holdet som vandt DFB-Pokal, og han spillede i finalen mod Bayer Leverkusen i en forsvarsduo med Naldo.
Efter at have tilbragt 2009-10 sæsonen som indskifter, så blev han i 2010-11 sæsonen etableret som en fast mand på holdet.
I september 2014 blev det annonceret, at Prödl ville forlade Werder ved kontraktudløb i juli 2015.

### Watford
I juni 2015 blev det annonceret, at Prödl skiftede til engelske Watford. Hans bedste sæson i England var 2016-17 sæsonen, hvor han blev kåret som årets spiller i klubben.
Efter at han havde mistet sin plads på holdet, så blev Watford og Prödl i januar 2020 enige om at opsige hans kontrakt før tid.

### Udinese
Prödl skiftede i februar 2020 til italienske Udinese. Det lykkedes ham dog aldrig at spille en kamp for klubben. Han forlod klubben ved udgangen af 2020-21 sæsonen.
I juni 2022, efter at han været uden en klub i et år, så annoncerede Prödl at han stoppede som spiller.

## Landsholdskarriere

### Ungdomslandshold
Prödl har repræsenteret Østrig på flere ungdomsniveauer.

### Seniorlandshold
Prödl debuterede for Østrigs landshold den 30. maj 2007. Han var del af Østrigs trupper til EM 2008 og 2016.

## Titler
Werder Bremen
- DFB-Pokal: 1 (2008-09)

Individuelle
- Watford Sæsonens spiller: 1 (2016-17)